# 新堂幸司
新堂 幸司（しんどう こうじ、1931年8月20日 - ）は、日本の法学者。専門は民事訴訟法。
東京大学名誉教授、愛知大学名誉教授。弁護士。兼子一門下。弟子に高橋宏志、高田裕成、山本和彦、太田勝造、長谷部由起子、佐藤鉄男、樫村志郎など。
東京大学を定年退官した1992年に第二東京弁護士会に弁護士登録し、森綜合法律事務所（現在の森・濱田松本法律事務所）に客員弁護士として迎えられて以降は、弁護士活動を主に行っている。現在は森・濱田松本法律事務所を離れ、2011年9月に松村国際法律事務所（現在は新堂の参画により新堂・松村法律事務所と改称）に参画した。

## 学説
三ヶ月章が提唱した訴訟物における「新訴訟物理論」「訴訟法説」を承継した上で、訴訟法の独自性を重視した理論を徹底させ、既判力につき、その客観的範囲についての争点効理論や、主観的範囲についての反射効理論等の独自の概念や問題提起を次々と提唱して民事訴訟法学の発展に寄与した。

## 人物
東京大学に進学し1954年に卒業する。卒業後は、社長宅で家庭教師をしていた縁から新光レイヨン（後の三菱レイヨン）に入社するも、「自分の時間を切り売りしている感覚が嫌になった」ことがきっかけで1週間ほどで退社を決意。退社後は1年間の浪人生活を経て、母校・東京大学に助手として採用された。最初の1年間は商法の助手として働いていたが、のちに声をかけられて民事訴訟法の助手になり、指導教官である兼子一に付く。
法政大学法科大学院教授（民法学者、内田貴門下）の新堂明子は長女であり、主著の1つである『新民事訴訟法』の改訂作業のサポートなどで父を補佐している。

### 学歴と職歴
- 1950年 愛知県立旭丘高等学校卒業
- 1954年 東京大学法学部卒業

- 1958年 東京大学法学部助教授
- 1968年 東京大学法学部教授
- 1992年 東京大学定年退官、名誉教授。同年、東海大学法学部教授に就任。
- 1999年 東海大学法学部退職
- 2004年 愛知大学法科大学院教授（研究科長）（-2007年）
- 2007年 愛知大学名誉教授

## 社会的活動
- 民事訴訟法学会理事長（1983年から1986年迄）
- 財団法人日弁連法務研究財団理事長
- 法学検定試験委員会委員長
- 損害保険契約者保護機構理事長
- 簡易生命保険審査会委員長
- 財団法人民事紛争処理研究基金理事長
- 財団法人日本交通公社理事
- 株式会社東京証券取引所グループ取締役
- 森・濱田松本法律事務所 客員弁護士
- 新堂・松村法律事務所 弁護士

## 著書
- 『経営訴訟 経営法学全集19巻 仮処分』（共著、ダイヤモンド社、1966年）
- 『講座民事訴訟法1巻から7巻』（編著、弘文堂、1984、1985年）
- 『条解民事訴訟法』（共著、弘文堂、1986年）
- 『訴訟物と争点効（上）』（有斐閣、1988年）
- 『特別講義・民事訴訟法』（編著、有斐閣、1988年）
- 『訴訟物と争点効（下）』（有斐閣、1991年）
- 『民事訴訟制度の役割』（有斐閣、1993年）
- 『判例民事手続法』（弘文堂、1994年）
- 『民事執行・民事保全法』（編著、有斐閣双書、1995年）
- 『金融取引最先端』（編著、商事法務研究会、1996年）
- 『注釈民事訴訟法（1）から（9）』(編集代表、有斐閣、1991年から1998年）
- 『民事訴訟法学の基礎』（有斐閣、1998年）
- 『民事訴訟法学の展開』（有斐閣、2000年）
- 『権利実行法の基礎』（有斐閣、2001年）
- 『司法改革の原点』（有斐閣、2001年）
- 『新民事訴訟法　第6版』（弘文堂、2019年）
- 『継続的契約と商事法務』（共編、商事法務、2006年）
- 『民事手続法と商事法務』（共編、商事法務、2006年 ）

## 門下生
- 高橋宏志
- 高田裕成
- 山本和彦
- 太田勝造
- 長谷部由起子
- 佐藤鉄男
- 霜島甲一（博士課程のみ）
- 樫村志郎 - 神戸大学法学部教授